# Лефевр, Жак
Жак Эдмон Эмиль Лефевр (фр. Jacques Édmond Émile Lefèvre, род. 1 февраля 1928) — французский фехтовальщик-саблист, призёр Олимпийских игр и чемпионатов мира.

## Биография
Родился в 1928 году в Марселе. В 1948 году принял участие в Олимпийских играх в Лондоне, где занял 5-е место в составе команды и 4-е — в личном первенстве. В 1949 и 1950 годах становился серебряным призёром чемпионата мира. В 1952 году на Олимпийских играх в Хельсинки стал обладателем бронзовой медали в составе команды, а в личном первенстве стал 6-м. В 1954 году стал обладателем бронзовой медали чемпионата мира. В 1956 году на Олимпийских играх в Мельбурне занял 4-е места как в личном, так и в командном первенствах. В 1960 году принял участие в Олимпийских играх в Риме, но неудачно. В 1964 году принял участие в Олимпийских играх в Токио, но вновь не завоевал медалей. На чемпионатах мира 1965 и 1966 годов становился обладателем бронзовой медали.